# Kvicksilvercyanid
Kvicksilvercyanid är ett kemiskt komplex som vid rumstemperatur består av vita, något genomskinliga kristaller, som är luktlösa, men har skarp smak. Ämnet är lättlösligt i vatten och alkohol och mycket giftigt.

## Användning
Kvicksilvercyanid har haft olika användning inom medicinen, bland annat som botemedel mot syfilis. Det har dessutom använts för desinfektion av instrument.
Det används fortfarande inom homeopatin under det latinska namnet Hydrargyrum bicyanatum.